# Караваїнки
Караваїнки (рос. Караваинки) — присілок в Ферзиковському районі Калузької області Російської Федерації.
Населення становить 1 особу. Входить до складу муніципального утворення село Кольцово.

## Історія
Від 2004 року входить до складу муніципального утворення село Кольцово

## Населення
| 2002 | 2010 | 2011 |
| ---- | ---- | ---- |
| 3    | ↘1   | →1   |